# Tristemma mauritianum
Espèce
Synonymes
- Melastoma virusanum (Juss.) D. Don[1]
- Osbeckia virusana (Juss.) Baill.[1]
- Tristemma acuminatum A. Fern. & R. Fern.[1]
- Tristemma fruticulosum Gilg[1]
- Tristemma grandifolium Gilg[1]
- Tristemma incompletum R. Br.[1]
- Tristemma kassneranum Kraenzl.[1]
- Tristemma mildbraedi Auct., Non Gilg ex En[1]
- Tristemma quadriannulatum De Wild.[1]
- Tristemma schumacheri var. grandifolium Cogn.[1]
- Tristemma virusanum Juss.[1]

Tristemma mauritianum est une espèce de plantes à fleurs de la famille des Melastomataceae et du genre Tristemma, présente dans de nombreux pays d'Afrique tropicale.

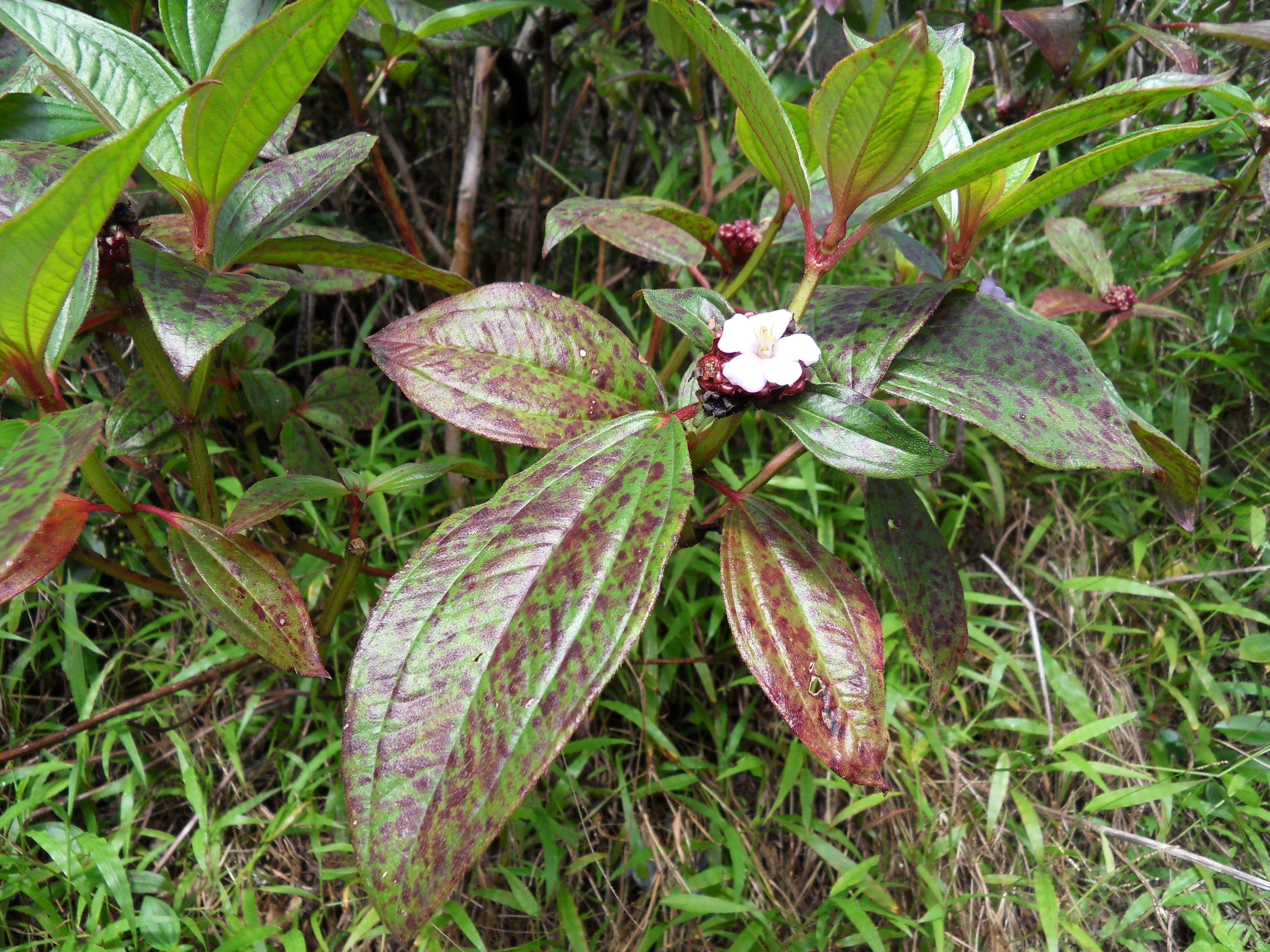
Pied de Tristemma mauritianum sur l'île de La Réunion.

## Répartition
On trouve l'espèce en Afrique tropicale. On la signale dans les pays suivants : Angola, Burkina Faso, Cameroun, Comores, Congo, Éthiopie, Gabon, Guinée, Guinée équatoriale, îles du Golfe de Guinée, Kenya, Madagascar, Mozambique, Nigeria, République centrafricaine, Soudan, Tanzanie, Tchad, Zambie, Zaïre et Zimbabwe.
Elle a été introduite à Maurice, dans le Queensland et à La Réunion.

## Liste des variétés
Selon Catalogue of Life (15 juin 2020) :
- variété Tristemma mauritianum var. mildbraedii
- variété Tristemma mauritianum var. rozeiranum
- variété Tristemma mauritianum var. silvaticum
- variété Tristemma mauritianum var. thomense

Selon Tropicos (15 juin 2020) (Attention liste brute contenant possiblement des synonymes) :
- variété Tristemma mauritianum var. mildbraedii (Gilg ex Engl.) Jacq.-Fél.
- variété Tristemma mauritianum var. rozeiranum Jacq.-Fél.
- variété Tristemma mauritianum var. silvaticum (H. Perrier) Jacq.-Fél.
- variété Tristemma mauritianum var. thomense (J.H. Ferreira) Jacq.-Fél.